# Maréchal général des camps et armées du roi

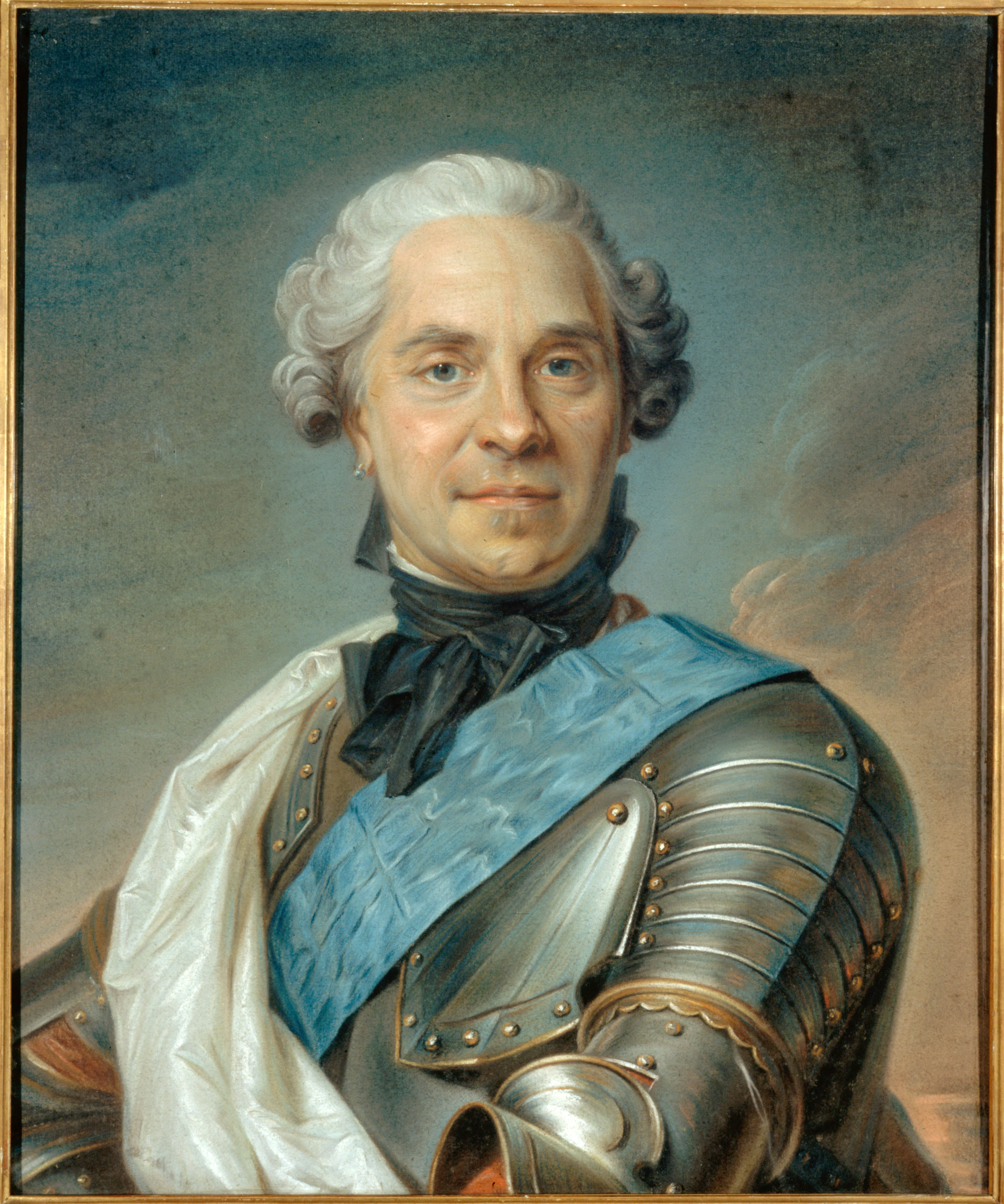
Le maréchal Maurice de Saxe dans ses fonctions de maréchal général des camps et armées du roi (pastel de Maurice-Quentin de La Tour).

La charge de « maréchal général des camps et armées du roi », essentiellement honorifique, est une charge militaire française de l'Ancien Régime, recréée sous la monarchie de Juillet avec une autre appellation : « maréchal général de France ». Son titulaire avait autorité, puis au fil du temps simple préséance, sur tous les autres maréchaux de France.
D'abord instituée pour suppléer au connétable lorsque celui-ci était indisponible, elle devint après la suppression de la connétablie en 1626 la plus haute dignité de l'armée. Les maréchaux généraux étaient tous maréchaux de France avant d'être promus. À la différence de la dignité de maréchal, le maréchalat général n'était que rarement accordé à des commandants militaires actifs. Il s'agissait plutôt, surtout aux XVIIIe et XIXe siècles, d'une récompense de fin de carrière pour les maréchaux particulièrement méritants ou loyaux.
On compte en tout sept titulaires : 
- Entre 1594 et 1602 (date précise inconnue) : Charles de Gontaut, duc de Biron (1562-1602).
- 1621-1626 : François de Bonne, duc de Lesdiguières (1543-1626), qui fut également le dernier connétable de France.
- 1660-1675 : Henri de la Tour d'Auvergne, vicomte de Turenne (1611-1675).
- 1733-1734 : Claude Louis Hector de Villars (1653-1734).
- 1747-1750 : Maurice de Saxe (1696-1750).
- 1789-1792 : Victor-François de Broglie (1718-1804). Bien que les lettres patentes aient été signées par le roi, Broglie émigra le même jour. Il n'a donc jamais exercé les fonctions de maréchal général et a été rayé de la liste des maréchaux de France en 1792[2]
- 1847-1851 : Jean-de-Dieu Soult, duc de Dalmatie (1769-1851), avec le titre de « maréchal général de France ».

## Sources
1. ↑  Dictionnaire des maréchaux de France, éd Perrin.
2. ↑  Fadi El Hage, « Comment la Révolution abolit la dignité de maréchal de France », Annales historiques de la Révolution française, 354 | 2008, 51-75.